# Cosas del azar (Metástasis)
«Cosas del azar» es el tercer episodio de la primera temporada de  Metástasis.
'Walter' pelea con 'José Miguel' debido a su adicción a las drogas y José Miguel se va, dejándole solo con su cautivo, 'El Loco'; 'Henry' lleva a 'Walter Jr.' a dar un paseo para hablarle acerca de la marihuana; a 'Cielo' no le gusta que Walter esté tan ausente de casa.

## Introducción
'Walter" y 'José Miguel', llevando máscaras antigás y protección, trabajan en la limpieza de los restos de Emilio, ahora esparcidos por el suelo del pasillo tras haber sido disuelta la bañera y derrumbado el techo. La peculiar escena hace que Walter piense en su pasado por un instante. En un flashback, es visto en un laboratorio junto con una 'compañera de investigación' y ambos analizan la composición química de un cuerpo humano. Tras descubrir que sólo hasta un 99% del contenido del cuerpo son elementos químicos, Walter plantea la posibilidad de que haya algo más en un ser humano.
De vuelta a la actualidad, Walter vierte el contenido sangriento de un cubo al váter y tira de la cadena.

## Historia
En casa de los Blanco, 'Cielo' y 'Walter Jr.' pintan una habitación y se asoma 'María'. Suena el teléfono de Walter Jr. y él se ausenta. Cielo aprovecha para contarle a su hermana que está escribiendo una historia sobre un personaje adicto y le pregunta sobre la marihuana. María cree que Cielo en realidad está hablando de su hijo Walter Jr., pero ella insiste en que está hablando sobre un personaje, aunque María al final no se lo cree.
Mientras tanto, en casa de 'Jose Miguel' , él va al baño para fumar metanfetamina. En el sótano, 'El Loco', quien sigue encadenado con el candado de bicicleta, llama la atención de 'Walter' al llamarle por su nombre y le revela que José Miguel les contó varios detalles de su vida. Enfadado, Walter va a por un Rosas drogado quien se niega a abrir la puerta del baño. Walter tira la puerta abajo, le grita y le coge la bolsa con droga.
- Datos: Q25411670